# Berrogain-Laruns
Berrogain-Laruns es una localidad y comuna francesa situada en el departamento de Pirineos Atlánticos, en la región de Aquitania y el territorio histórico vascofrancés de Sola.
Desde -Berrogain-Laruns parte la carretera D-934, la cual conduce hasta España a través del paso fronterizo de Portalet.

## Demografía
| Gráfica de evolución demográfica de Berrogain-Laruns entre 1800 y 2012 |
|                                                                        |

Fuentes: Ldh/EHESS/Cassini e INSEE.

## Economía
La principal actividad es la agrícola (ganadería y maíz).